# مرد عنکبوتی
مرد عنکبوتی(به انگلیسی: Spider-Man) با نام واقعی پیتِر بِنجامین پارکِر، یک شخصیت تخیلی ابرقهرمان در کتاب‌های داستان مصورآمریکایی است که توسط ماروِل کامیکْس منتشر می‌شود. این شخصیت حاصل همکاری اِستَن لی، نویسنده و خالق چندین ابرقهرمان معروف مارول، و اِستیو دیتکو است.
در دوران ابتدایی معرفی این شخصیت، ناظران مارول به دلیل نوجوان بودن پیتر پارکر و روال معمول آن دوره—که نوجوانان تنها به عنوان دستیار ابرقهرمانان بزرگسال ظاهر می‌شدند—با حضور او به عنوان یک ابرقهرمان مستقل مخالفت کردند. استن لی با اصرار خود، پیتر پارکر را در آخرین شماره‌ی مجموعه‌ای در حال شکست به نام فانتزی شگفت‌انگیز معرفی کرد که نتیجه‌ی آن شکستن رکورد فروش و تبدیل شدن این شخصیت به چنان محبوبیتی بود که صاحب مجموعه‌ی اختصاصی خود با عنوان مرد عنکبوتی شگفت‌انگیز شد.

اولین حضور مرد عنکبوتی در شماره‌ی ۱۵ فانتزی شگفت انگیز (۱ آگوست ۱۹۶۲ / ۱۰ مرداد ۱۳۴۱)

جلد اولین شماره‌ی مرد عنکبوتی شگفت‌انگیز (۱ مارس ۱۹۶۳ / ۱۰ اسفند ۱۳۴۱)

امروزه مرد عنکبوتی به‌عنوان یکی از محبوب‌ترین شخصیت‌های مارول شناخته می‌شود. شعار معروف او که «با قدرت زیاد، مسئولیت بزرگ نیز می‌آید» در میان ابرقهرمانان زبانزد است.
طی سال‌های فعالیت این شخصیت، بیش از ۹۵۰ شماره از سری اصلی مرد عنکبوتی منتشر شده است. همچنین این شخصیت در قالب مجموعه‌های فرعی متعددی ظاهر شده که از آن‌ جمله می‌توان به مرد عنکبوتی نهایی (با داستانی در دنیای موازی زمین-۱۶۱۰ و اقتباس پویانمایی)، مرد عنکبوتی خارق‌العاده و تار مرد عنکبوتی اشاره کرد.

## بیوگرافی شخصیت

### دهه 1960 – تولد یک قهرمان
در دهه 1960، نوجوانی خجالتی و باهوش به نام «پیتر پارکر» در محله کویینز نیویورک همراه با عمو بن و زن‌عمو می زندگی می‌کرد. زندگی‌اش عادی و بی‌حادثه می‌گذشت تا اینکه در جریان بازدید از یک نمایشگاه علمی، یک عنکبوت رادیواکتیو او را نیش زد. این اتفاق زندگی پیتر را برای همیشه تغییر داد. او خیلی زود متوجه شد که قدرت‌هایی خارق‌العاده مانند چسبیدن به دیوارها، پرش‌های بلند و نیروی بدنی فوق‌العاده به‌دست آورده است. پیتر تصمیم گرفت از این توانایی‌ها برای کسب درآمد استفاده کند و وارد دنیای نمایش و کشتی‌های نمایشی تلویزیونی شد. اما غرور و بی‌تفاوتی‌اش باعث شد یکی از اشتباه‌هایش به فاجعه‌ای جبران‌ناپذیر منجر شود؛ او از دستگیری یک سارق صرف‌نظر کرد و همان سارق بعدها مسئول قتل عمو بن شد.
مرگ عمو بن ضربه‌ای سنگین برای پیتر بود و او را به بازنگری در مسیر زندگی‌اش واداشت. او به‌زودی دریافت که قدرت تنها زمانی ارزشمند است که در راه مسئولیت و خیر به‌کار گرفته شود. از این نقطه به بعد، پیتر با الهام از آموزه‌های عموی فقیدش، تصمیم گرفت هویتی مخفی با نام «مرد عنکبوتی» برای خود بسازد و زندگی‌اش را وقف مبارزه با جرم و جنایت در شهر نیویورک کند. در عین حال، او باید تعادل دشواری میان زندگی ابرقهرمانی، مسئولیت‌های شخصی، تحصیل و دغدغه‌های مالی‌اش حفظ می‌کرد. مرد عنکبوتی در این دوران با دشمنان برجسته‌ای چون «دکتر اختاپوس»، «گرین گابلین» و «سندمن» روبه‌رو شد و خیلی زود به یکی از محبوب‌ترین و پرفروش‌ترین شخصیت‌های دنیای مارول تبدیل گشت.

### دهه 1970 – رشد در تاریکی و مرز واقع‌گرایی
دهه 1970 دوران بلوغ شخصیت مرد عنکبوتی بود؛ زمانی که داستان‌ها رنگ و بویی تلخ‌تر، اجتماعی‌تر و پیچیده‌تر به خود گرفتند. پیتر پارکر دیگر صرفاً نوجوانی با دغدغه‌های معمول نبود، بلکه جوانی بود که در میانه‌ی دنیایی پرتلاطم، با بحران‌های اخلاقی، شخصی و اجتماعی مواجه می‌شد. در این دهه، او دانشگاه را آغاز کرد و روابطش با افراد پیرامونش، به‌ویژه «گوئن استیسی» و «مری جین واتسون»، عمق بیشتری یافت. مهم‌ترین و تلخ‌ترین اتفاق این دوره، مرگ گوئن استیسی بود؛ شخصیتی که عشق خالص پیتر به‌شمار می‌رفت. در یکی از شوکه‌کننده‌ترین لحظات تاریخ کمیک، گوئن در جریان نبردی با گرین گابلین از پل سقوط کرد و علی‌رغم تلاش مرد عنکبوتی برای نجاتش، جان خود را از دست داد. این تراژدی پیتر را به‌شدت متحول کرد و نشان داد که حتی ابرقهرمانان نیز نمی‌توانند همیشه جلوی رنج و فقدان را بگیرند.
از سوی دیگر، مارول در این دهه، به بازتاب دغدغه‌های اجتماعی آمریکا نیز پرداخت. داستان‌هایی درباره مواد مخدر، فساد دولتی، تبعیض نژادی و فقر در کمیک‌های مرد عنکبوتی روایت شد. حضور شخصیت‌هایی چون «پانیشر» (The Punisher) و مبارزات خیابانی با دشمنان تازه‌واردی مثل «شَکال» (The Jackal) و «کینگ‌پین» (Kingpin) نیز بر واقع‌گرایی این دوران افزود. پیتر در همین دوره، برای اولین بار دچار شک و تردید نسبت به نقش قهرمانانه‌اش شد و حتی گاه تصمیم گرفت نقابش را کنار بگذارد. اما در نهایت، مفهوم همیشگی «قدرت همراه با مسئولیت» بار دیگر او را به مسیر خود بازگرداند. دهه 1970 نقطه‌ی عطفی بود که از پیتر پارکر یک شخصیت چندلایه، انسانی، و نزدیک به واقعیت ساخت؛ قهرمانی که درد می‌کشید، اشتباه می‌کرد و با شجاعت از میان تاریکی عبور می‌کرد.

### دهه 1980 – قدرت، فقدان و تغییر هویت
دهه 1980 برای مرد عنکبوتی دهه‌ای پر از دگرگونی‌های درونی و بیرونی بود؛ زمانی که هویت پیتر پارکر هم به‌عنوان قهرمان و هم به‌عنوان یک مرد جوان به چالش کشیده شد. این دهه با تحولاتی در سبک داستان‌گویی آغاز شد؛ داستان‌ها عمیق‌تر، تاریک‌تر و روان‌شناسانه‌تر شدند. مهم‌ترین تغییر ظاهری، معرفی لباس مشکی معروف پیتر بود؛ یونیفرمی که در ابتدا صرفاً نشانه‌ای از تغییر طراحی به‌نظر می‌رسید، اما در ادامه مشخص شد که این لباس در واقع یک موجود زنده‌ی بیگانه به نام سیمبیوت است.
این روایت در جریان مجموعه رویدادهای «جنگ‌های مخفی» (Secret Wars) شکل گرفت، جایی که پیتر در سیاره‌ای بیگانه با این لباس برخورد می‌کند. در ابتدا لباس جدید مزایای زیادی دارد، اما به‌تدریج نشانه‌هایی از تسلط آن بر ذهن و اراده‌ی پیتر دیده می‌شود. نهایتاً پیتر موفق می‌شود از آن جدا شود و این سیمبیوت بعدها با ادی براک پیوند می‌خورد تا شخصیت نمادین ونوم (Venom) شکل بگیرد؛ یکی از خطرناک‌ترین دشمنان و آینه‌ی تاریک شخصیت مرد عنکبوتی.
در دهه 1980، رابطه‌ی پیتر و مری جین نیز وارد مرحله‌ی تازه‌ای شد؛ عشق آن‌ها پخته‌تر شد و در نهایت به نامزدی انجامید. در همین دوره، پیتر با چالش‌های شغلی متعددی نیز مواجه بود. او دیگر صرفاً عکاس فریلنس نبود، بلکه میان مسئولیت‌هایش به‌عنوان یک قهرمان، کار حرفه‌ای و زندگی عاشقانه تلاش می‌کرد تعادل ایجاد کند. تهدیداتی مانند هابگابلین (Hobgoblin) و بازگشت دشمنان قدیمی او را دائماً در وضعیت اضطراب و مبارزه نگه می‌داشتند.
هم‌زمان با رشد دنیای کمیک، جایگاه مرد عنکبوتی نیز تغییر یافت. او حالا نه فقط یک ابرقهرمان محبوب مردمی، بلکه صدایی برای نسل تازه‌ای از خوانندگان شده بود؛ نسلی که با تضادهای درونی، فشارهای اجتماعی و از‌دست‌دادن‌ها مواجه بودند. دهه 1980 ثابت کرد که پیتر پارکر دیگر صرفاً یک نوجوان با قدرت خارق‌العاده نیست، بلکه مردی است با دنیایی پیچیده از احساسات، تعهد و واقع‌گرایی تلخ.

### دهه 1990 – بحران هویت، کلون‌ها و سقوط
دهه 1990 یکی از جنجالی‌ترین و بحث‌برانگیزترین دوره‌های تاریخ مرد عنکبوتی بود. این دهه با تلاش برای نوآوری و جذب مخاطبان جدید، اما گاه با پیچش‌های روایی دشوار و داستان‌هایی بحث‌برانگیز، همراه شد. برجسته‌ترین خط داستانی این دوره، "حماسه‌ی کلون" (Clone Saga) بود؛ روایتی که دنیای پیتر پارکر را زیر و رو کرد و پرسش‌هایی بنیادین درباره‌ی هویتش ایجاد کرد.
در این داستان، بن رایلی، کلونی از پیتر که تصور می‌شد مدت‌ها پیش مرده، بازمی‌گردد. به‌مرور زمان، حتی این فرضیه مطرح می‌شود که شاید بن رایلی نسخه‌ی اصلی باشد و پیتر کلون او. این بحران، پیتر را از نظر روانی دچار تزلزل می‌کند. او که سال‌ها با رنج و فداکاری برای حفظ مسئولیت‌هایش جنگیده بود، اکنون با این احتمال مواجه می‌شود که شاید تمام زندگی‌اش دروغ بوده باشد.
در همین دوره، پیتر و مری جین ازدواج کرده‌اند، اما زندگی مشترک‌شان تحت فشارهای روانی، حملات دشمنان و حتی سقط فرزند، دستخوش تلاطم می‌شود. داستان‌ها از سوی دیگر به معرفی دشمنان تازه‌نفس و تهدیدهای پیچیده‌تری نیز می‌پردازند. شخصیت‌هایی مثل کارنیج (Carnage)، زاده‌ی سیمبیوت ونوم، نماد آشوب محض است و تهدیدی بسیار خطرناک‌تر از پیشینیانش. مرد عنکبوتی بارها مجبور می‌شود از خطوط اخلاقی‌اش عبور کند یا به کمک دیگر قهرمانان تکیه کند.
هم‌زمان با گسترش بحران کلون‌ها، پیتر برای مدتی لباس قهرمانی را کنار می‌گذارد و بن رایلی به‌عنوان اسکارلت اسپایدر (Scarlet Spider) و سپس به‌عنوان مرد عنکبوتی، جای او را می‌گیرد. اما در نهایت مشخص می‌شود که پیتر، نسخه‌ی اصلی است و بن رایلی در نبردی غم‌انگیز جان می‌دهد. با این اتفاق، پیتر دوباره نقش خود را بازمی‌یابد.
دهه 1990 همچنین شاهد حضور پررنگ مرد عنکبوتی در مدیوم‌های دیگر مانند بازی‌های ویدیویی، انیمیشن‌ها و محصولات جانبی بود. سری انیمیشن محبوب Spider-Man: The Animated Series در این دهه پخش شد و باعث جذب نسل تازه‌ای از طرفداران به جهان مرد عنکبوتی گردید.
این دهه، علی‌رغم آشفتگی روایی و نقدهای فراوان، مرد عنکبوتی را در جایگاهی تثبیت‌شده‌تر قرار داد؛ او حالا نه‌فقط یک قهرمان خیابانی، بلکه شخصیتی چندلایه بود که با خود، گذشته‌اش و آینده‌ای که همیشه مطمئن نبود مال او باشد، در جنگ بود.

### دهه 2000 – افشاگری، سقوط و بازآفرینی
دهه 2000 برای مرد عنکبوتی، دوره‌ای بود که در آن مرز بین زندگی شخصی و هویت ابرقهرمانی‌اش به‌شدت تیره و تار شد. پیتر پارکر دیگر نمی‌توانست نقش دوگانه‌اش را پنهان کند؛ زیرا در میانه‌ی رویداد بزرگ "جنگ داخلی" (Civil War)، تصمیم گرفت هویت مخفی‌اش را فاش کند. او در کنفرانس خبری‌ای که در کنار تونی استارک (آیرون‌من) ایستاده بود، ماسکش را برداشت و گفت: «من پیتر پارکر هستم و سال‌هاست مرد عنکبوتی‌ام.» این افشاگری، زندگی او را برای همیشه تغییر داد.
با فاش شدن هویتش، دشمنان قدیمی همچون شکارچیان منتظر فرصت شدند و خانواده‌اش – به‌ویژه زن‌عمو می و مری جین – در معرض تهدید قرار گرفتند. این اتفاق، به یک تراژدی بزرگ انجامید: زن‌عمو می هدف گلوله قرار گرفت و در بستر مرگ افتاد. برای نجات او، پیتر و مری جین معامله‌ای غیرقابل بازگشت با شخصیتی مرموز و شیطانی به نام مفیستو (Mephisto) انجام دادند. در ازای نجات جان زن‌عمو، پیتر باید چیزی بسیار ارزشمند را از دست می‌داد: ازدواجش با مری جین.
در داستان جنجالی "One More Day"، ازدواج پیتر و مری جین به‌طور جادویی از تاریخ پاک شد. آن‌دو دیگر هرگز باهم ازدواج نکرده بودند، و خاطرات‌شان نیز تغییر یافت. این تصمیم از سوی سازندگان، واکنش‌های تند و شدید طرفداران را در پی داشت، اما هدف آن، بازگرداندن پیتر به ریشه‌های کلاسیک‌اش بود؛ مردی تنها، جوان، با دغدغه‌های شخصی و فشارهای دنیای واقعی.
در کنار این تحولات احساسی، دهه 2000 شاهد تغییرات عمده‌ای در لباس و نقش پیتر نیز بود. با تأثیر گرفتن از فناوری استارک، او لباسی پیشرفته‌تر به نام "لباس آیرون اسپایدر" دریافت کرد که به‌نوعی نماد اتحاد موقت او با آیرون‌من بود. اما پس از اختلافات در جریان جنگ داخلی، پیتر از استارک جدا شد و به استقلال قبلی‌اش بازگشت.
از سوی دیگر، داستان‌های پیچیده‌تری مانند "The Other" نیز در این دهه مطرح شد که به مرگ و تولد دوباره‌ی پیتر اشاره داشت. او در طی این روایت، از نظر فیزیکی جان می‌بازد و به‌گونه‌ای نمادین دوباره متولد می‌شود، با قدرت‌هایی غریزی‌تر، از جمله توانایی دید در شب و تولید تارهای طبیعی از بدن.
دهه 2000 همچنین زمان درخشش نسخه‌های دیگر مرد عنکبوتی در دنیای موازی بود، به‌ویژه نسخه‌ی نوجوانی به نام مایلز مورالز که بعدها اهمیت زیادی در داستان‌های آینده پیدا کرد.
در مجموع، این دهه پلی بین گذشته و آینده بود. دهه‌ای که در آن، پیتر پارکر بیش از هر زمان دیگری هزینه‌ی "با قدرت، مسئولیت می‌آید" را پرداخت کرد، اما درنهایت همچنان ایستاده باقی ماند؛ قوی‌تر، تنهاتر و انسانی‌تر از همیشه.

### دهه 2010 – مرگ، میراث و بازگشت
دهه 2010 برای مرد عنکبوتی، دوره‌ای بود آکنده از مرزهای شکسته‌شده، هویت‌های دگرگون‌شده و میراثی که به نسل جدید منتقل شد. در داستانی تکان‌دهنده با عنوان "Dying Wish"، دشمن دیرینه‌ی پیتر یعنی دکتر اختاپوس (Dr. Octopus) که در حال مرگ بود، موفق شد ذهن خود را با پیتر پارکر جابه‌جا کند. در نتیجه، پیتر در بدن فرسوده‌ی داک آک گیر افتاد و داک آک، با ذهن خود در بدن جوان و قدرتمند مرد عنکبوتی، کنترل را به‌دست گرفت.
اما پیش از مرگ، بخشی از وجدان پیتر به ذهن اختاپوس نفوذ کرد. دکتر اختاپوس که حالا در جسم مرد عنکبوتی قرار داشت، تحت تأثیر خاطرات، فداکاری‌ها و رنج‌های پیتر پارکر قرار گرفت و سوگند خورد که به مرد عنکبوتی برتری (Superior Spider-Man) تبدیل شود؛ قهرمانی بهتر، کارآمدتر و بی‌رحم‌تر از گذشته. او از روش‌هایی علمی، پیشرفته و گاه افراطی استفاده می‌کرد و حتی شرکت شخصی خودش به نام Parker Industries را راه‌اندازی کرد. اما در این میان، غرور، کنترل بیش‌ازحد و فاصله‌اش از ارزش‌های انسانی باعث شد قهرمانی‌اش زیر سؤال برود.
سرانجام، در داستانی پرتنش، پیتر پارکر موفق شد کنترل بدنش را دوباره به‌دست آورد و به مرد عنکبوتی اصلی بازگردد. اما دوران «مرد برتر» برای همیشه ردپایی ماندگار در تاریخ او برجا گذاشت: از جمله منابع مالی، شرکت پارکر اینداستریز، و شناخت جدیدی از مسئولیت در دنیای قهرمانی.
این دهه همچنین نقطه اوج داستان‌های مرتبط با چندجهانی (Multiverse) بود. در روایتی مهم به نام "Spider-Verse"، پیتر با نسخه‌های گوناگون مرد عنکبوتی از دنیاهای مختلف روبه‌رو شد؛ از جمله مایلز مورالز، اسپایدر گوئن، اسپایدر-هام، نوآر اسپایدرمن و بسیاری دیگر. آنها باید با تهدید مرموزی به نام مورلون (Morlun) و خانواده‌ی او یعنی Inheritors مقابله می‌کردند، موجوداتی که از تغذیه‌ی انرژی «توتِمی» مردان عنکبوتی ارتزاق می‌کردند. این نبرد، وحدت بی‌سابقه‌ای بین مردعنکبوتی‌های دنیاهای مختلف ایجاد کرد و پیتر را به یک رهبر جهانی تبدیل ساخت.
در کنار این ماجراها، مایلز مورالز – مرد عنکبوتی نوجوان آفریقایی-لاتین‌تبار – پس از وقایع رویداد Secret Wars به دنیای اصلی مارول منتقل شد و نقش مهم‌تری در داستان‌ها ایفا کرد. او نه‌تنها جایگاهی در کنار پیتر یافت، بلکه در دل نوجوانان نسل جدید نیز محبوبیت فراوانی کسب کرد.
دهه 2010 همچنین شاهد بازگشت رابطه‌ی پیتر و مری جین بود، اگرچه ازدواج‌شان همچنان در گذشته گم شده بود. اما حس نزدیکی، اعتماد و پیوندی دوباره بین‌شان شکل گرفت که نویدبخش آینده‌ای تازه بود.
در پایان این دهه، مرد عنکبوتی دیگر آن جوان خام و آسیب‌پذیر سابق نبود. او تجربه‌ی مرگ، جانشینی، چندجهانی، شکست و رستگاری را از سر گذرانده بود و همچنان – با وجود همه‌چیز – نمادِ تقابلِ میان فداکاری و مسئولیت باقی ماند.

### دهه 2020 – مرد عنکبوتی در دنیای دیجیتال و پسا-حقیقت
با آغاز دهه 2020، دنیای مرد عنکبوتی نیز دگرگون شد. عصر نوین تکنولوژی، هوش مصنوعی، شبکه‌های اجتماعی و کنترل اطلاعات باعث شد دشمنان او دیگر فقط خلافکاران سنتی یا موجودات فراطبیعی نباشند، بلکه قدرت‌های نرم، چهره‌های عمومی فریبنده و حتی خود «حقیقت» به دشمنان تازه تبدیل شوند.
در ابتدای این دهه، در مجموعه‌ای پرتنش به نام "Chameleon Conspiracy"، پیتر با دشمن قدیمی‌اش یعنی Chameleon مواجه شد؛ کسی که با استفاده از هویت‌های جعلی و دست‌کاری خاطرات، مرز بین واقعیت و دروغ را به بازی گرفت. اما چالش واقعی، دشمنی بود به نام Kindred — موجودی تاریک، موذی و پیچیده که روح پیتر را هدف گرفته بود. روایت پیچیده‌ی این داستان‌ها، عمیق‌ترین ترس‌ها و گناهان پیتر را رو کرد، به‌ویژه آنهایی که با عهدش به مری جین و معامله‌اش با مفیستو در داستان معروف One More Day گره خورده بودند.
در ادامه، سری جدید "The Amazing Spider-Man" که با نویسندگی Nick Spencer آغاز شد، سعی کرد ریشه‌های اصلی پیتر را بازخوانی کند: او به دانشگاه بازگشت، با دوستان قدیمی‌اش ارتباط گرفت، و تلاش کرد بار دیگر تعادلی بین زندگی شخصی و قهرمانی ایجاد کند. اما هم‌زمان، تهدیدهای متافیزیکی و شخصی هم بیشتر شدند. Kindred در واقع نسخه‌ای پیچیده‌شده از هری آزبورن بود، ولی در لایه‌هایی فراتر، نمادی از عذاب وجدان پیتر و تأثیر تصمیم‌های گذشته‌اش محسوب می‌شد.
پس از رویداد "Sinister War"، پیتر در نبردی نهایی به شدت مجروح شد و برای مدتی کنار رفت. در این فاصله، دوست نزدیکش بن رایلی (Ben Reilly) – که قبلاً به عنوان کلون پیتر معرفی شده بود – تحت حمایت یک شرکت مرموز به نام Beyond Corporation، لباس مرد عنکبوتی را به تن کرد. اگرچه بن تلاش می‌کرد قهرمانی مسئول و کامل باشد، اما کنترل شرکت و دست‌کاری خاطراتش، او را به مرز فروپاشی رساند و در نهایت باعث شد هویتش شکسته شود.
پیتر، پس از بازگشت، بار دیگر با دنیایی روبه‌رو شد که پیچیده‌تر از همیشه بود. حالا حتی خود «حقیقت» قابل تغییر بود، دشمنانش از درونِ ذهن و خاطرات حمله می‌کردند، و تصمیم‌های گذشته‌اش – حتی آنهایی که سال‌ها پیش گرفته بود – عواقبی ویرانگر داشتند. با اینکه او بارها از پا افتاد، اما همیشه برخاست.
در همین دوره، رابطه‌اش با مری جین به مرحله‌ی تازه‌ای رسید؛ آنها دیگر صرفاً عاشق و معشوق ساده نبودند. آنها گذشته را پذیرفتند، خطاها را درک کردند و سعی کردند با درک بالغ‌تری از عشق، آینده را بسازند – هرچند هنوز موانعی باقی بود.
دهه 2020 برای مرد عنکبوتی نه صرفاً دهه‌ی مبارزه با دشمنان بیرونی، بلکه سفری درونی برای شناخت هویت، خاطرات، مسئولیت و حقیقت بود. پیتر حالا بیش از همیشه می‌دانست که قهرمان بودن یعنی رنج‌کشیدن، برخاستن، و ادامه‌دادن حتی وقتی دنیای اطراف از هم فرو می‌پاشد.

## خاستگاه شخصیت
پیتر بنجامین پارکر در محله کویینز شهر نیویورک متولد شد. پدر و مادرش او را به سرپرستی عمو و زن‌عموی سالخورده‌اش، بِنجامین و مِی پارکر، سپردند و خود به دلایلی ناچار به فرار شدند.
پیتر نوجوانی بود با اندامی لاغر و ضعیف، اما از هوش سرشاری برخوردار بود و قلبی مهربان داشت. در سن پانزده سالگی، گزیده شدن توسط یک عنکبوت پرتوزابه او توانایی‌های فوق‌العاده‌ای بخشید که شبیه به ویژگی‌های عنکبوت بود؛ از جمله قدرت بالا رفتن از سطوح عمودی، حس ششم عنکبوتی، و نیز قدرت و سرعتی بسیار فراتر از حد معمول انسان.
در گام نخست، پیتر سعی کرد از این توانایی‌های فوق‌بشری برای کسب درآمد استفاده کند. او به مسابقات غیررسمی کشتی‌کج پیوست و در اولین رویارویی خود با کشتی‌کج‌کاری به نام کِراشِر هوگان مواجه شد.
عموی پیتر، بن پارکر، پیوسته به او گوشزد می‌کرد که قدرت زیاد مستلزم مسئولیت‌پذیری بیشتر است، اما پیتر به این توصیه‌ها توجهی نشان نمی‌داد. تا اینکه روزی دزدی به خانه آنها وارد شد. این سارق که تصور می‌کرد در خانه بن پارکر گنجی پنهان شده، عمو را با شلیک گلوله به قتل رساند و از محل گریخت.
این حادثه پیتر را سخت داغدار کرد. با به خاطر آوردن جمله ماندگار عمویش که می‌گفت «قدرت زیاد، مسئولیت زیاد به همراه دارد»، او مصمم شد از توانایی‌هایش برای کمک به دیگران استفاده کند. او عهد کرد که با تمام توان از حقوق افراد تحت ستم در برابر ستمکاران دفاع کند.

## مشخصات ظاهری
پیتر پارکر دارای قد متوسط، هیکل متوسط و موهای قهوه‌ای است. معمولاً مرد عنکبوتی را به خاطر لباسش می‌شناسند. مرد عنکبوتی در طول داستان‌های مصور بسیارش لباس‌های متعددی پوشید، که در ادامه به برخی از آنها اشاره می‌شود.
پیتر پارکر پس از کسب نیروهای فوق بشری در شماره ۱۵ فانتزی شگفت‌انگیز، لباسی خانگی و ساده برای خود ساخت تا در مسابقات کشتی‌کج شرکت کند و از این راه درآمدی کسب نماید. این نخستین لباس مرد عنکبوتی محسوب می‌شود که با نام لباس کشتی‌کج شناخته شده است.
لباس کلاسیک مرد عنکبوتی به رنگ‌های آبی و قرمز طراحی شده است. طرح عنکبوت در قسمت‌های جلو و عقب لباس نمایان است و تارهای عنکبوتی بر بخش‌های قرمز رنگ مشاهده می‌شود. لازم به ذکر است که وی پیش از این در مسابقه کشتی‌کج از ماسکی ساده بهره برده بود. پیتر گهگاه تغییراتی در لباس خود ایجاد می‌کرد اما همواره به طراحی اولیه بازمی‌گشت.
در نسخه‌های ابتدایی داستان‌های مرد عنکبوتی، تارهای تورمانندی در ناحیه زیربغل دیده می‌شد که توسط استیو دیتکو خلق شده بود. این تارهای زیربغل که جنبه تزئینی داشتند، در ابتدا ابعاد بزرگی داشتند اما بعدها توسط دیگر طراحان تغییر یافته یا حذف شدند. برخی طراحان همچون اریک لارسن و جان بیرن قسمت‌های آبی لباس را به رنگ مشکی تغییر دادند. اندازه چشم‌های کله‌پوش مرد عنکبوتی نیز در طول زمان دستخوش تغییراتی شده است.
لباس سیاه رنگ فضایی نخستین بار در شماره ۲۵۲ مرد عنکبوتی شگفت‌انگیز به نمایش درآمد، هرچند او قبلاً آن را در شماره ۸ جنگ‌های مخفی یافته بود. در این داستان، مرد عنکبوتی به همراه دیگر ابرقهرمانان مارول به سیاره جهان جنگ سفر کرده بود. پس از آسیب دیدن لباس کلاسیک، دستگاهی فضایی این لباس سیمبیوتی را در اختیار او قرار داد که قادر به تولید نامحدود تار عنکبوت و افزایش قدرت جسمانی بود. مرد عنکبوتی در شماره ۲۵۸ متوجه شد این لباس موجودی فضایی با تأثیرات منفی بر ذهن است. با کمک گروه چهار شگفت‌انگیز از شر آن رها شد، اما این لباس به اِدی بِراک پیوست و منجر به ظهور وِنوم گردید.
در شماره ۹۹ مرد عنکبوتی خارق‌العاده، گربه سیاه که علاقه‌مند به مرد عنکبوتی بود، لباسی سیاه‌رنگ برای او تهیه کرد. این لباس اگرچه شبیه به نسخه سیمبیوتی بود، اما منشأ فضایی نداشت. مرد عنکبوتی در شماره ۲۶۳ به دلیل خشک نشدن لباس اصلی‌اش، این لباس را پوشید. وی گاهی از این لباس استفاده می‌کرد اما نهایتاً به دلیل ترس همسرش مِری جِین از تداعی خاطره ونوم، آن را کنار گذاشت.
مایکل بینگام تحت آموزش کارگُمار، از توانایی‌های مرد عنکبوتی تقلید کرد تا او را از بین ببرد. لباس او مشابه لباس سیمبیوتی بود و مجهز به مخزن تار عنکبوت و ابزارهای مکشی بود. در داستان‌های بعدی، عنکبوت خونی در اثر انفجار شعله‌افکن کشته شد، اما احتمال بازگشت یا جایگزینی او وجود دارد.
مرد عنکبوتی چند بار ناگزیر به خرید لباس از مغازه شد. نخستین بار در شماره ۲۶ مرد عنکبوتی شگفت‌انگیز پس از نبرد با ربات قاتل عنکبوت، لباسی بسیار کوچک خرید. بار دوم در شماره ۱۱۳، هنگام مقابله با دکتر اختاپوس، کله‌پوشی فاقد چشمی تهیه کرد.
در شماره ۲۵۸، پس از جدایی از لباس سیمبیوتی، مرد عنکبوتی لباس آبی گروه چهار شگفت‌انگیز را پوشید و از پاکتی به عنوان کله‌پوش استفاده کرد. در شماره ۱۸ پیتر پارکر: مرد عنکبوتی، او از پارچه برزنتی به عنوان لباس استفاده نمود.
در شماره‌های ۲۱۳ و ۲۱۴ مرد عنکبوتی خارق‌العاده، پس از آسیب لباس در نبرد با مِری تیفوسی، مرد عنکبوتی قسمت‌های پاره شده را با پارچه ترمیم کرد که باعث شد لباسش شبیه به پوشش نینجاها شود.

## توانایی‌ها و قدرت‌ها
پیتر به دلیل دارا بودن ژن عنکبوت در بدنش از قدرت‌های خارق‌العاده‌ای برخوردار است. او می‌تواند به راحتی از دیوارها بالا برود یا به صورت عمودی روی سطح شیشه‌ها بایستد.
هوش او در سطحی است که برخی آن را با شخصیت‌هایی مانند مرد آهنی مقایسه می‌کنند. بهره هوشی او ۲۵۰ است و در میان باهوش‌ترین شخصیت‌های جهان مارول قرار دارد.
پیتر توانایی پیش‌بینی حرکات دشمن را قبل از حمله دارد که به آن حس ششم گفته می‌شود. گزارش شده است که در یک مورد، هنگام هدف قرار گرفتن با گلوله، او با واکنشی سریع توانست از اصابت آن جلوگیری کند، بدون آنکه حتی خراشی بردارد.
او از قابلیت درمان سریع و استقامتی فراتر از انسان معمولی برخوردار است. زخم‌های او بدون نیاز به مداخله پزشکی بهبود می‌یابند و بیشتر بیماری‌های خطرناک تأثیری بر او ندارند. او توانسته است از آسیب‌های شدیدی مانند سوختگی درجه سه، سقوط از ارتفاع زیاد و شکستگی استخوان جان سالم به در ببرد.
قدرت جسمانی پیتر در رده ۲۰ طبقه‌بندی می‌شود که به معنای توانایی بلند کردن یا اعمال نیرویی معادل ۲۰ تن است. او می‌تواند به راحتی یک خودرو را بلند کند یا خودروی در حال حرکت را متوقف نماید. از جمله دستاوردهای او می‌توان به شکست دادن موجود خطرناکی مانند جاگِرنات اشاره کرد. در دنیای کمیک نیز او یک بار هالک خاکستری را با یک مشت شکست داد و حتی موفق شد چکش ثور، میولنیر، را بلند کند که این عمل باعث شد موقتاً به ثور تبدیل شود.
پیتر علاوه بر مهارت‌های رزمی پیشرفته در نبردهای تن به تن، در زمینه شیمی نیز تخصص قابل توجهی دارد.

## زندگی شخصی
پیتر بنجامین پارکر یا به اختصار پیتر پارکر در طول مدت حضورش در کمیک استریپ با چندین کاراکتر رابطه عاشقانه داشته است. بتی برنت نخستین دختری بود که پیتر از او خوشش آمد او منشی جیمز جونا جیمسون بود؛ ولی هویت دوم پیتر پارکر یعنی اسپایدرمن بین آنها قرار گرفت و به رابطه آنها پایان داد. در زمان دانشگاه او عاشق گوئن استیسی بود گوئن سرانجام بدست گرین گابلین به قتل رسید. مری جین واتسون سومین شخص مورد علاقه پیتر پارکر بود که زن عمو می او را به پیتر معرفی کرد. بعدها پیتر با او ازدواج کرد ولی در داستان یک روز بیشتر(One More Day)در سال ۲۰۰۵ این ازدواج بهم خورد درواقع در آن دوران به علت وقایع رویداد کمیکی جنگ داخلی پیتر پارکر هویت مخفی خود را در تلویزیون لو داده بود. کینگ پین پس از این که دریافت او کیست تیراندازی ماهر را استخدام کرد تا او را بکشد پیتر پارکر از تیر جاخالی داد اما تیر به زن عموی او اصابت کرد و پیتر برای نجات او دست به دامن مفیستو شیطان عالم مارول شد و مفیستو به او گفت فقط در یک صورت حاضر است زن عموی پیتر را نجات دهد در صورتی که ازدواج پیتر و مری جین را برهم بزند طوری که انگار این ازدواج هیچوقت اتفاق نیوفتاده بود. البته در سری پنجم کمیک‌های مرد عنکبوتی این دو شخصیت دوباره در کنار هم قرار گرفتند و رابطه شان را از نو شروع کردند. فلیشیا هاردی را نمی‌توان علاقه‌مند به پیتر دانست او بیشتر دوست دختر اسپایدرمن بود او عقیده داشت که پیتر پارکر بیش از حد عادی است. بعداً این دیدگاه او از بین رفت به هرحال اکنون رابطه میان آن‌ها وجود ندارد. بابی مورس یا ماکینگ برد که پیتر در دوران ریاست به صنایع پارکر با او رابطه داشت و در ورشکستگی اش در خانه اش زندگی می‌کرد ولی بعداً فهمیدند که به جز در کار ابرقهرمانی با یکدیگر تفاهمی ندارند، کارلی کوپر که افسر پلیس جنایی بود و همچنین در جریان رویداد ملت گابلین به راز مردعنکبوتی برتر (اتو اکتاویوس) پی برده بود ولی بعد توسط افراد گرین گابلین شکنجه شد تا هویت اسپایدرمن را فاش کند اما این کار را نکرد و در نهایت به او سرم گابلین تزریق شد و تبدیل به گابلینی به نام هیولا شد و بعد از برگشتن به حالت عادی پیتر پارکر را ترک کرد و الیزابت اَلِن که بیشتر دوست دختر فلش تامپسون بود و بعداً هم با هری آزبورن ازدواج کرد از دیگر معشوقه‌های دیگر پیتر در طول مدت حضورش در کمیک هستند. همچنین یک قهرمان دیگر به نام «سیلک (سیندی مون) هم معشوقه اسپایدرمن است و در کمیک بوک‌های اسپایدرمن نهایی که در زمین ۱۶۱۰ جریان داشتند پیتر پارکر از زمین ۱۶۱۰ با کیتی پراید زمین ۱۶۱۰ از مردان ایکس نهایی (مردان ایکس زمین ۱۶۱۰) نیز رابطه عاشقانه داشته است.

## تجهیزات
- وب شوتر (به انگلیسی:web shooter): پیتر پارکر این وسیله را ساخته تا از آن برای کمک کردن به مردم و گیر انداختن دشمنانش استفاده کند. دستگاه وب شوتر دارای یک دکمه است که وقتی به آن فشار وارد می‌شود تار از داخل آن بیرون می‌آید، دارای یک محفظه برای قرار دادن کپسول‌های تار و یک دستبند است که وب شوتر را روی دست پیتر نگه می‌دارد. این وب شوترها در لباس زرهی مدل IV می‌توانستند تار عنکبوت برقی و آتشین و بتنی پرتاب کنند.
- ردیاب عنکبوتی: یک ردیاب که شکل یک عنکبوت بسیار کوچک است، پیتر هر وقت می‌خواهد کسی را دنبال کند آن را به آن فرد نصب می‌کند. این ردیاب یک کنترل از راه دور برای تعیین موقعیت فرد دارد که پیتر از محل آن فرد با خبر می‌شود.
- کمربند پیتر: این کمربند از یک چراغ قوه که نور آن قرمز است، کپسول‌های تار وب شوتر و گاهی اوقات پیتر داخل این کمربند تجهیزات دیگری هم می‌گذارد.
- موتور مرد عنکبوتی: این موتور به اصطلاح کلاسیک و رنگ آمیزی شده با طرح عنکبوت است. این موتور می‌تواند مثل وب شوترهای مرد عنکبوتی، تار عنکبوت پرتاب کرده، یا امثال بمب عنکبوتی یا تار برقی را نیز می‌تواند پرتاب کند.
- همچنین در انیمیشن سریالی مرد عنکبوتی نهایی، دیده شد که پیتر زره‌های بیشتری نیز داشته.

## برخی از شخصیت‌های مکمل مرد عنکبوتی
- گوئن استیسی (نامزد پیتر پارکر)
- مری جین واتسون (همسر پیتر پارکر)
- فلشیا هاردی/گربه سیاه (دوست دختر سابق پیتر پارکر)
- آنا واتسون (عمه مری جین واتسون و دوست زن عمو می)
- نورمن آزبورن/گرین گابلین (بزرگ‌ترین دشمن و قاتل گوئن استیسی)
- هری آزبورن (فرزند نورمن آزبورن و گرین گابلینِ دوم)
- فلش تامپسون (قلدر مدرسه و مأمور ونوم)
- جورج استیسی (پدر گوئن استیسی)
- ریچارد و مری پارکر (والدین پیتر پارکر)
- عمو بن (عموی پیتر پارکر)
- زن‌عمو می (زن عموی پیتر پارکر)
- ند لیدز (همسر بتی برنت)
- بتی برنت (منشی جیمسون)
- جیمز جونا جیمسون (سردبیر روزنامه دیلی بیوگل که از اسپایدرمن تنفر داشت)
- رابی رابرتسون (کارمند جیمسون)
- آنا ماریا مارکونی (کارمند سابق پیتر پارکر و نامزد دکتر اکتاویوس وقتی در جلد پیتر پارکر فرورفته بود)
- سیندی مون/سیلک (کسی که توسط همان عنکبوت پیتر پارکر گزیده شد)
- مادام وب (کسی که گاهی پیتر پارکر را راهنمایی می‌کند)
- مایلز مورالز (مردعنکبوتی نهایی)
- جیمز هاولت (ولورین)
- مت مورداک (دردویل)
- فرانک کسل (پانیشر)
- نیک فیوری (مأمور شیلد)
- کین پارکر و بن ریلی (کلونهای او)
- شغال (خالق کین پارکر و بن ریلی)

دشمنان:
۱- آفتاب‌پرست (Chameleon)
نخستین حضور در داستان‌های اسپایدرمن: شماره ۱ مجله The Amazing Spider-Man (مارس ۱۹۶۳)
خالقین: «استن لی» و «استیو دیتکو»
نام واقعی: «دیمیتری اسمردیاکف»
«آفتاب‌پرست» نخستین ابر خبیثی بود که اسپایدرمن با او رو به رو شد. او یک جاسوس روسی است که استعداد خاصی در تغییر قیافه دارد. او در ضمن برادر ناتنی «کریون شکارچی» یکی دیگر از دشمنان کلاسیک اسپایدرمن است و پس از مرگ (موقتی) او سعی کرد از اسپایدرمن انتقام بگیرد. در هر حال آفتاب‌پرست می‌تواند خود را به چهره هر فرد دیگری درآورد و به همین دلیل بارها برای اسپایدرمن یا اطرافیان او پاپوش دوخته است.
۲-کرکس
نخستین حضور در داستان‌های اسپایدرمن: شماره ۲ مجله The Amazing Spider-Man (می ۱۹۶۳)
خالقین: «استن لی» و «استیو دیتکو»
نام واقعی: «ادریان تومز»
«کرکس» (یا «والچر») پیرمردی بود که در رشته مهندسی الکترونیک تخصص داشت اما پس از خیانت شریک تجاری‌اش به جنایت روی آورد. او یک دستگاه ضد جاذبه و بال‌های کرکس اختراع کرد تا بتواند مثل یک پرنده پرواز کند و به اهداف شوم خود برسد. او اغلب اوقات به دنبال یافتن راهی است تا دوباره جوان شود. او در اسپایدرمن :بازگشت به خانه نیز حضور داشت (البته خلافکاران دیگری نظیر «بلکی دراگو» نیز در نقش کرکس ظاهر شده و با اسپایدرمن دشمنی کرده‌اند).
۳- دکتر اختاپوس (Doctor octopus)
نخستین حضور در داستان‌های اسپایدرمن: شماره ۳ مجله The Amazing Spider-Man (ژوئیه ۱۹۶۳)
خالقین: «استن لی» و «استیو دیتکو»
نام واقعی: «اتو اکتاویس»
«دکتر اختاپوس» یک دانشمند برجسته بود که از چهار بازوی مکانیکی در آزمایش‌های خود بهره می‌گرفت اما یک انفجار این بازوها را به بدن او متصل کرد. او یکی از اصلی‌ترین و خطرناک‌ترین دشمنان اسپایدرمن و مقصر مرگ «جورج استیسی» پدر «گوئن استیسی» (عشق سابق و متوفی پیتر پارکر) محسوب می‌شود. دکتر اختاپوس به شدت از اسپایدرمن تنفر دارد و حاضر است برای نابودی او دست به هر کاری بزند. در ضمن او چندین بار و با مشارکت دیگر دشمنان خطرناک اسپایدرمن، گروه موسوم به «شش خبیث» (Sinister Six) را تشکیل داده است. بزرگ‌ترین اقدام علیه مرد عنکبوتی زمانی که در حال مرگ ذهن و جسم خود را با پیتر عوض کرد و به تحت تأثیر خاطرات پیتر پارکر تبدیل به یک ابرقهرمان شد و به عنوان مرد عنکبوتی برتر(Superior Spider-Man) فعالیّت کرد و شرکت صنایع پارکر را نیز تأسیس کرد امّا در نهایت پیتر توانست ذهن و جسم خود را پس بگیرد.
از لحاظ هوش، دکتر اختاپوس، برترین دشمن مرد عنکبوتی است.
۴- مرد شنی (Sandman)
نخستین حضور در داستان‌های اسپایدرمن: شماره ۴ مجله The Amazing Spider-Man (سپتامبر ۱۹۶۳)
خالقین: «استن لی» و «استیو دیتکو»
نام واقعی: «ویلیام بیکر/فلینت مارکو»
زمانی که یک محکوم فراری در یک ساحل دور افتاده پنهان شده بود، به‌طور اتفاقی در معرض یک آزمایش هسته‌ای قرار گرفت و در نتیجه ملکول‌های بدنش با شن‌های ساحلی پیوند خورد و به «مرد شنی» تبدیل شد. مرد شنی می‌تواند بدن خود را به شکل اجسام گوناگون درآورد (البته در سال‌های اخیر به قابلیت‌های بیشتری دست یافته و مثلاً قادر شده نسخه‌های متعددی از خودش تولید کند). مرد شنی کماکان به دشمنی با اسپایدرمن مبادرت دارد اما در گذشته چندین بار جرم و جنایت را رها کرده تا آدم خوبی شود.
۵- مارمولک (Lizard)
نخستین حضور در داستان‌های اسپایدرمن: شماره ۶ مجله The Amazing Spider-Man (نوامبر ۱۹۶۳)
خالقین: «استن لی» و «استیو دیتکو»
نام واقعی: «دکتر کرتیس کانرز»
«مارمولک» (یا «لیزارد») در اصل دانشمندی خوش طینت بود یکی از بازوهایش را در جنگ از دست داده بود و از این رو با استفاده از DNA خزندگان یک سرم ساخت تا شاید بتواند مثل مارمولک‌ها عضو قطع شده‌اش را بازیابد اما در عوض به مارمولکی بزرگ تبدیل شد. مارمولک بارها و بارها جان اعضای خانوده خود را به خطر انداخته است ولی همواره توانسته شخصیت پلیدش را کنترل کند و به شکل انسانی برگردد (البته اخیراً به نظر می‌رسد که او کاملاً در برابر خوی وحشی و حیوانی خود تسلیم شده است).
۶- الکترو (Electro)
نخستین حضور در داستان‌های اسپایدرمن: شماره ۹ مجله The Amazing Spider-Man (فوریه ۱۹۶۴)
خالقین: «استن لی» و «استیو دیتکو»
نام واقعی: «مکس دیلون»
«الکترو» مردی سرخورده با عقده حقارت بود که به‌طور تصادفی و هنگام کار روی خطوط برق، مورد اصابت رعد و برق قرار گرفت و متوجه شد که می‌تواند جریان الکتریسیته‌ای را که در وجودش به جریان افتاده، را کنترل و علیه دیگران استفاده کند. او از دشمنان نیرومند اسپایدرمن محسوب می‌شود ولی همیشه در مقابل او شکست خورده است. (او گاهی اوقات با ظاهری نسبتاً متفاوت در داستان‌های اسپایدرمن ظاهر می‌شود).
۷- میستریو (Mysterio)
نخستین حضور در داستان‌های اسپایدرمن: شماره ۱۳ مجله The Amazing Spider-Man (ژوئن ۱۹۶۴)
خالقین: «استن لی» و «استیو دیتکو»
نام واقعی: «کوئینتین بک»
«میستریو» یک بدل‌کار و متخصص ساخت افکت‌های ویژه سینمایی به نام بود که تصمیم گرفت از مهارت و تخصص‌اش برای رسیدن به اهداف خبیث و غیرقانونی استفاده کند. او توانایی‌های فوق بشری ندارد اما چندین دفعه توانسته با ایجاد توهم و چالش‌های ذهنی برای اسپایدرمن دردسر درست کند و او را تا مرز جنون بکشاند. او در اسپایدرمن: دور از خانه نیز حضور داشت (البته افراد دیگری نظیر «دانیل برکهارت» نیز در نقش میستریو ظاهر شده و با اسپایدرمن دشمنی کرده‌اند).
۸- گابلین سبز (Green Goblin)
نخستین حضور در داستان‌های اسپایدرمن: شماره ۱۴ مجله The Amazing Spider-Man (ژوئیه ۱۹۶۴)
خالقین: «استن لی» و «استیو دیتکو»
نام واقعی: «نورمن آزبورن»
«گرین گابلین» دشمن شمارهٔ چهارم مرد عنکبوتی محسوب می‌شود. وی پدر دوست او یعنی هری ازبورن است. او در اصل یک دانشمند، کارخانه‌دار و شیمی‌دان جاه‌طلب به نام «نورمن آزبورن» بود که به دلیل حادثه‌ای دچار اختلالات ذهنی شده و به نیروهایی دست یافت. او پدر «هری آزبورن»، بهترین دوست پیتر پارکر است و از هویت مخفی پیتر پارکر خبر دارد. او پس از کشتن گوئن استیسی در ظاهر در مبارزه ای با اسپایدرمن کشته شد، اما پس از دو دهه دوباره به عرصه بازگشت (در طول مرگ ظاهری او، پسرش هری به گرین گابلین دوم بدل شد تا انتقام مرگ پدرش را از پیتر پارکر بگیرد) او بعداً با سیمبیوت کارنیج پیوند خورد.گرین گابلین معمولا بزرگترین زخم های عاطفی را به اسپایدرمن زده است.
۹- کینگ پین (Kingpin)
نخستین حضور در داستان‌های اسپایدرمن: شماره ۵۰ مجله The Amazing Spider-Man (ژوئیه ۱۹۶۷)
خالقین: «استن لی» و «جان رومیتا»
نام واقعی: «ویلسون فیسک»
«کینگ پین»، قدرتمندترین رئیس سندیکاهای جنایتکاری شهر نیویورک است و به همین دلیل بارها با اسپایدرمن سر شاخ شده است و حتی چندی پیش دستور داد تا یک قاتل حرفه‌ای، پیتر پارکر را با تیر بزند با آنکه پیتر پارکر از تیر جاخالی داد اما تیر به زن عموی او اصابت کرد. او نیروی فوق بشری ندارد اما توان ذهنی و فیزیکی بسیار بالایی دارد و ادعا می‌کند که تمام بدنش از عضله تشکیل شده است. البته کینگ پین مدت‌هاست که دشمن اصلی یکی دیگر از ابرقهرمانان مشهور مارول کامیکس یعنی بی‌باک به حساب می‌آید.
۱۰- هاب گابلین (Hobgoblin)
نخستین حضور در داستان‌های اسپایدرمن: شماره ۲۳۸ مجله The Amazing spider-Man (ژوئن ۱۹۸۰)
خالقین: «راجر استرن» و «جان رومیتا جونیور»
نام واقعی: «رادنیک کینگزلی»
زمانی که همگان می‌پنداشتند گرین گابلین مرده است، مردی پولدار، ولخرج اما فاسد و مشروب خوار به نام «رادنیک کینگزلی» به تکنولوژی گابلینی دست یافت و خودش را «هاب گابلین» نامید. هاب گابلین بلافاصله سعی کرد با بهره‌گیری از امکانات خود به نفر اول سازمان‌های جنایتکاری نیویورک تبدیل شود؛ ولی خودش آخر سر به دست گلایدر خود کشته شد. (درست مثل گرین گابلین). او با زیرکی، هویت خود را تا سال‌ها مخفی نگه داشت ولی در نهایت مرد عنکبوتی هویت او را به تمام جهان آشکار کرد.
۱۱- ونوم (Venom)
نخستین حضور در داستان‌های اسپایدرمن: شماره ۳۰۰ مجله The Amazing Spider-Man (آوریل ۱۹۸۸)
خالقین: «دیوید میکلینی» و «تاد مک فارلین»
نام واقعی:؟
همزاد: ادی براک
«ونوم» از خوفناک‌ترین دشمنان مرد عنکبوتی است. زمانی که اسپایدرمن خود را از شر لباس سیمبیوتی خلاص کرد، این لباس با مردی با نام «ادی براک» که یک خبرنگار بود و اسپایدرمن را باعث ناکامی حرفه اش می‌پنداشت، پیوندی هم زیستانه بر قرار کرد. نیروهای او شباهت‌های زیادی به اسپایدرمن دارند. او تنها در مقابل آتش و صدا آسیب‌پذیر می‌باشد و همچنین حس عنکبوتی اسپایدرمن را فعال نمی‌کند (زیرا سیمبیوت برای چند وقت بخشی از بدن پیتر پارکر شده بود و حس عنکبوتی آن را تهدید به حساب نمی‌آورد). ونوم از هویت مرد عنکبوتی آگاه است و می‌داند که او پیتر پارکر است. (لازم است ذکر شود که تا به حال افراد افراد دیگری نیز به جای ادی براک لباس ونوم را بر تن کرده‌اند).
۱۲- کارنیج (Carnage)
نخستین حضور در داستان‌های اسپایدرمن: شماره ۳۶۱ مجله The Amazing Spider-Man (آوریل ۱۹۹۲)
خالقین: «دیوید میکلینی» و «مارک بگلی»
نام واقعی:؟
همزاد: کلتوس کسدی
«کارنیج» یک سیمبیوت بسیار قوی است. میزبان اصلی سیمبیوت کارنیج (فرزند سیمبیوت ونوم) قاتل زنجیره‌ای به نام «کلتوس کسدی» است (کسدی هم سلولی سابق «ادی براک» بود) و به همین دلیل ظاهر و نیروهایش خیلی به «ونوم» شباهت دارد اما قدرت‌های بیشتری دارد به‌طوری که در اولین حضورش اسپایدرمن و ونوم با کمک رید ریچاردز توانستند او را شکست دهند او به مراتب نسبت به ونوم بی‌رحم‌تر است و فقط از هرج و مرج و قتل‌عام لذت می‌برد. اسپایدرمن اغلب برای شکست دادن او به کمک ونوم نیاز پیدا می‌کند. کسدی بارها سیمبیوتش را از دست داده ولی در نهایت آن دو پیش هم برگشته‌اند.و به عنوان نمادی مهم از خونو وحشت و جنون در دشمنان اسپایدرمن شناخته می شود.
۱۳-راینو (Rhino)
نخستین حضور در داستان‌های اسپایدرمن: شماره ۴۱ مجله The Amazing Spider-Man (اکتبر ۱۹۶۶)
خالقین: «استن لی» و «جان رومیتا»
نام واقعی: «اَلکسی سیستویچ»
«راینو» یا کرگدن، یک تبه‌کار است و به عنوان دشمن شخصیت مرد عنکبوتی به‌شمار می‌رود. او یک همسر به نام «اوکسانا سیستویچ» دارد. در روسیه بدنیا آمده است اما بعد به نیویورک مهاجرت می‌کند و با عقرب که یک جنایتکار است آشنا می‌شود و با هم دستی او بر روی خود یک زره سنگی آهنی می‌سازد و می‌پوشد و با مردعنکبوتی می‌جنگد و شکست می‌خورد و زندانی می‌شود اما سپس به دست دکتر اختاپوس آزادمی شود. او و مک گارگان عقرب را آزاد می‌کنند و آن دو با هم نیویورک را به خون و خلاف می‌کشند.
.
۱۴-عقرب (Scorpion)
نخستین حضور در داستان‌های اسپایدرمن: شماره ۱۰ مجله The Amazing Spider-Man (دسامبر ۱۹۶۴)
خالقین: «استن لی» و «استیو دیتکو»
نام واقعی: «مک گارگان»
«عقرب» به عنوان دشمن مرد عنکبوتی به‌شمار می‌رود، وی بیشتر به صورت عقرب شناخته می‌شد که با ترکیب شدن با سیمبیوت ونوم به ونوم سوم تبدیل شد.

## در دیگر رسانه‌ها

### فیلم‌ها
تا کنون چندین فیلم از شخصیت مرد عنکبوتی ساخته شده است و دو فیلم نیز در حال ساخت است:
| سال تولید | فیلم یا سریال                  | بازیگر                              | کارگردان               | توضیحات                                |
| --------- | ------------------------------ | ----------------------------------- | ---------------------- | -------------------------------------- |
| ۱۹۷۷      | مرد عنکبوتی شگفت‌انگیز          | نیکولاس هاموند                      | کلیف بول فرناندو لاماس | اولین سریال مرد عنکبوتی                |
| ۱۹۷۷      | مرد عنکبوتی                    | نیکولاس هاموند                      | ئی دابلیو              | اولین فیلم                             |
| ۱۹۷۸      | تلافی کردن مرد عنکبوتی         | نیکولاس هاموند                      | ران ساتلوف             |                                        |
| ۱۹۸۱      | مرد عنکبوتی: چالش اژدها        | نیکولاس هاموند                      | ران ساتلوف             |                                        |
| ۱۹۷۸      | مرد عنکبوتی ژاپنی              | تاکویا یاماشیرو                     | کیوچی تاکموتو          |                                        |
| ۲۰۰۲      | مرد عنکبوتی ۱                  | توبی مگوایر                         | سم ریمی                | اولین قسمت از سه‌گانه سم ریمی           |
| ۲۰۰۴      | مرد عنکبوتی ۲                  | توبی مگوایر                         | سم ریمی                |                                        |
| ۲۰۰۷      | مرد عنکبوتی ۳                  | توبی مگوایر                         | سم ریمی                |                                        |
| ۲۰۱۲      | مرد عنکبوتی شگفت‌انگیز ۱        | اندرو گارفیلد                       | مارک وب                | اولین قسمت از ریبوت مردعنکبوتی         |
| ۲۰۱۴      | مرد عنکبوتی شگفت‌انگیز ۲        | اندرو گارفیلد                       | مارک وب                |                                        |
| ۲۰۱۷      | مرد عنکبوتی: بازگشت به خانه    | تام هالند توبی مگوایر اندرو گارفیلد | جان واتس               | اولین قسمت از سه‌گانه مردعنکبوتی در MCU |
| ۲۰۱۹      | مرد عنکبوتی: دور از خانه       | تام هالند توبی مگوایر اندرو گارفیلد | جان واتس               |                                        |
| ۲۰۲۱      | مرد عنکبوتی: راهی به خانه نیست | تام هالند توبی مگوایر اندرو گارفیلد | جان واتس               |                                        |

همچنین تام هالند در فیلم‌های کاپیتان آمریکا: جنگ داخلی، انتقام‌جویان: جنگ ابدیت و انتقام‌جویان: پایان بازی نقش مرد عنکبوتی را ایفا کرده است. در فیلم مرد عنکبوتی: راهی به خانه نیست که در سال ۲۰۲۱ اکران شد؛ هر سه بازیگر به عنوان مرد عنکبوتی حضور داشتند.

### بازی‌های ویدئویی
تا به حال ۴۴ بازی از روی اسپایدرمن ساخته شده است و در ضمن مارول اولین بازی خود را برای این شخصیت ساخته است. تقریباً برای همه کنسول‌ها بازی برای اسپایدرمن ساخته شده است. برخی از جدیدترین آنها عبارتند از اسپایدرمن (۲۰۰۰) و دنباله آن اسپایدرمن ۲: ورود الکترو و سه‌گانه ای که بر اساس سینمایی‌های سم ریمی از اسپایدرمن ساخته شد یعنی: اسپایدرمن(۲۰۰۲) و اسپایدرمن ۲ (۲۰۰۴) و مرد عنکبوتی ۳ (۲۰۰۷) و همچنین بازی اسپایدرمن شگفت‌انگیز (۲۰۱۲) و اسپایدرمن شگفت‌انگیز ۲ (۲۰۱۴) که بر اساس فیلم‌های اسپایدرمن شگفت‌انگیز و مرد عنکبوتی شگفت‌انگیز ۲ ساخته مارک وب بوده‌اند و جدید آرین سری بازی اسپایدرمن یعنی مارول اسپایدرمن (۲۰۱۸) و مارول اسپایدرمن ۲ (۲۰۲۳).

### انیمیشن‌ها
تا به حال ۸ انیمیشن از روی اسپایدرمن ساخته شده است. که مشهورترین آن عبارت‌اند از:
| سال تولید | فیلم                               | گوینده    | کارگردان          | توضیحات |
| --------- | ---------------------------------- | --------- | ----------------- | ------- |
| ۲۰۱۹      | مرد عنکبوتی: به درون دنیای عنکبوتی | شامیک مور | باب پرسیچتی       |         |
| ۲۰۲۲      | مرد عنکبوتی: در میان دنیای عنکبوتی | شامیک مور | خواکیم دوس سانتوس |         |

## مردان و زنان عنکبوتی دیگر

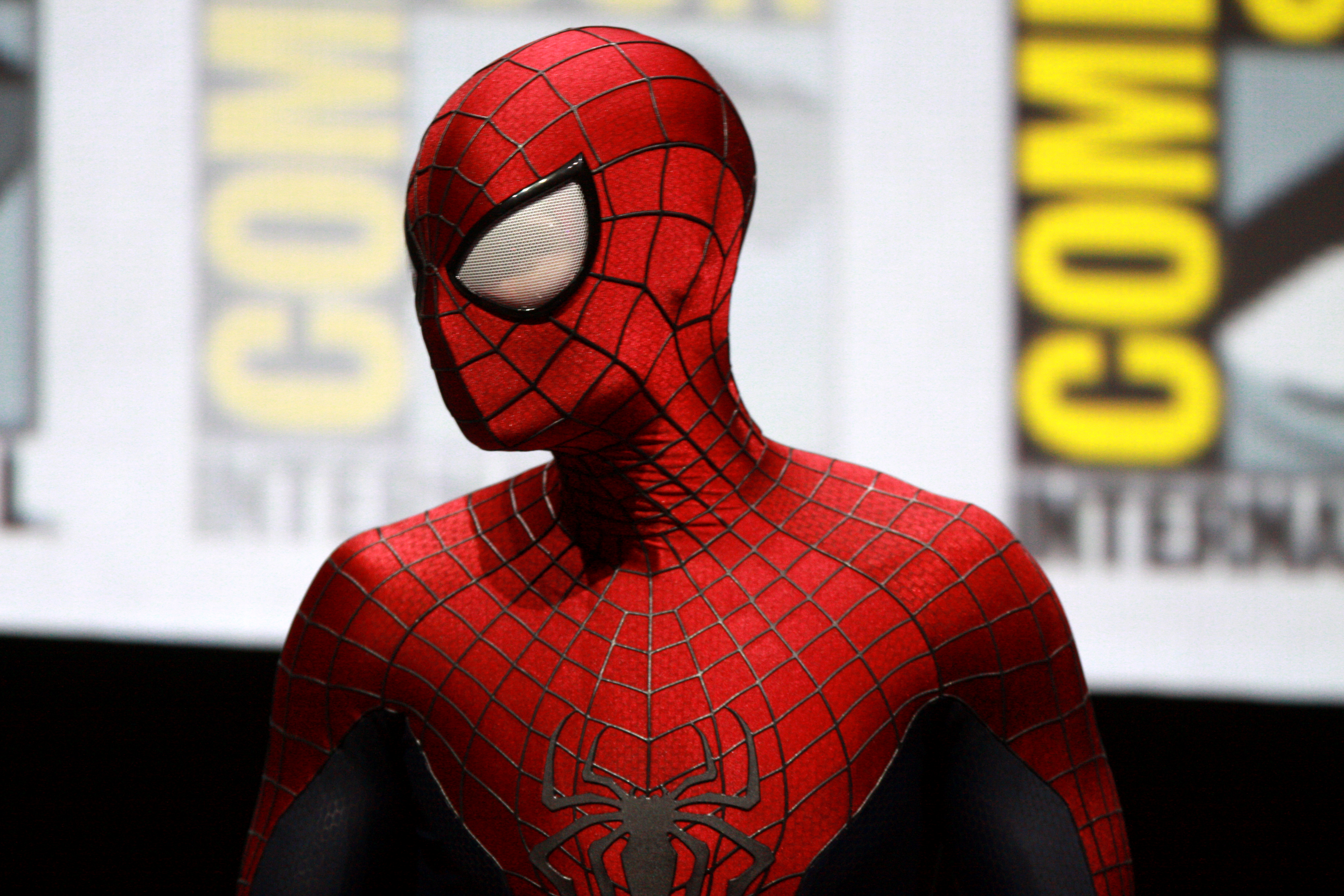
شخصیت تخیلی ابرقهرمان

### اسپایدرمیمون زمین شماره (۸۱۰۱)
اولین حضور در عالم کمیک: شماره ۱ از کمیک AMAZING SPIDER-MAN FAMILY
این اسپایدرمن در دنیای میمون‌ها زندگی می‌کرد و به همین دلیل «اسپایدر میمون» (SPIDER-MONKEY) نام دارد! او در مقایسه با اسپایدرمن اصلی بی‌تجربه و مغرورتر بود و دغدغه‌های زیادی نداشت! او مشکلی هم با کشتن شخصیت‌های خبیث نداشت و شعارش این بود: "اگر شخصیت‌های خبیث نمی‌خواهند اصلاح شوند پس باید بمیرند"! به‌طور مثال او با دستان خودش «دکتر اکتاویویس» را کشت! توانایی و قدرت‌های فوق بشری او شبیه اسپایدرمن دنیای اصلی بود. او در رویداد دنیای عنکبوتی کشته شد.

### گوئن استیسی زمین شماره ۶۵ (ملقب به «گوئن عنکبوتی و گوست اسپایدر»)
اولین حضور در عالم کمیک: شماره ۲ از کمیک «لبه دنیای عنکبوتی» (نوامبر ۲۰۱۴)
در دنیایی دیگر به نام دنیای شماره ۶۵ مارول، «گوئن استیسی» به نیروهای عنکبوتی دست میابد و در عوض پیتر پارکر کشته می‌شود (در واقع کشته شدن پیتر همچون کشته شدن عمو بن باعث می‌شود تا گوئن یک قهرمان شود) !!! این داستان در شماره ۲ کمیک «لبه دنیای عنکبوتی» روایت شد تا پیش‌درآمدی باشد بر داستان مهیج «دنیای عنکبوتی» ولی شاید خود مارول هم فکرش را نمی‌کرد که این داستان تا این حد موفق باشد. اما نویسنده آن یعنی «جیسون لاتور» (JASON LATOUR) آنچنان دنیای جالبی را با حضور شخصیت جذاب به نام گوئن عنکبوتی خلق کرد که همگان متعجب شدند. ضمن اینکه دنیایی که او برای گوئن عنکبوتی خلق کرد هم پتانسیل شگرفی داشت و به همین دلیل مارول تصمیم گرفت سری مجزایی برای این شخصیت خلق کند. گوئن عنکبوتی هم‌اکنون یکی از محبوب‌ترین و معروف‌ترین شخصیت‌های عنکبوتی مارول است و پس از حضور در انیمیشن تحسین شده «سفر به دنیای عنکبوتی» بر محبوبیتش افزوده شد و زمزمه‌هایی مبنی بر ساخت یک انیمیشن سینمایی اختصاصی از رویش به گوش می‌رسد.

### اسپایدرمن زمین MC2
اولین حضور در دنیای کمیک: شماره ۳۲ از کمیک SPIDER-GIRL (می ۲۰۰۱)
دنیای شماره ۹۸۲ مارول که به دنیای MC2 معروف است در واقع دنیایی است که «می دی پارکر» ملقب به دختر عنکبوتی در آن خلق شد. در این دنیا جسیکا درو به عنوان زن عنکبوتی اریجینال از حرفه ابرقهرمانی بازنشسته شده و ازدواج کرده بود. او صاحب فرزندی شده بود به نام «جرالد درو» که «جری» صدایش می‌زدند ولی متأسفانه جری به بیماری نادر خونی دچار بود که پزشکان از درمانش عاجز بودند (قدرت‌های جسیکا به فرزندش آسیب زده بودند). بنابراین جسیکا مجبور شد آن آزمایشی که باعث شده بود از مسمومیت تشعشعاتی خودش رها بشود رو برای پسرش هم تکرار کرد و در نتیجه او نیز مثل خودش به قدرت‌های عنکبوتی دست یافت اما جری همچنان بیمار بود و این مسئله باعث شد جسیکا و همسرش از هم جدا شوند و جسیکا، جری را به تنهایی بزرگ و برایش از خاطرات قدیمی خودش و همچنین از مرد عنکبوتی بگوید. در نتیجه جری برای خودش لباس اسپایدرمنی درست کرد و در حالی که بی تجربه بود و باعث مرگ یکی از شرورها شد، به «دارک دویل» برخورد و قبول کرد که توسط او آموزش ببیند. اما مشخص شد استفاده از قدرت‌های عنکبوتی، بیماری جری را بدتر می‌کند؛ لذا مادرش به همراه پیتر پارکر او را متقاعد کردند که اسپایدرمن بودن را کنار بگذارد و به «رید ریچاردز» مراجعه کند تا سلامتی اش را به دست آورد. در هر حال لباسش به رنگ قرمز و سیاه بود و دیزاین بالاتنه مثلثی شکل داشت. لوگوی عنکبوتی اش هم بزرگ بود.

### اسپایدرمن زمین شماره ۳۱۱ (سال ۱۶۰۲)
اولین حضور در عالم کمیک: "شماره ۱ از کمیک "MARVEL 1602" (نوامبر ۲۰۰۳)
این مرد عنکبوتی مربوط به سال ۱۶۰۲ میلادی می‌شود و «پیتر پارکوآ» (PETER PARQUAGH) نام دارد. پیتر بچه یتیمی بود که به همراه عمو و زن عموی اسکاتلندی اش زندگی می‌کرد. او سپس به عنوان دستیار مأمور ویژه دربار یعنی «سِر نیکولاس فیوری» مشغول به کار شد. او در طول داستان بارها در معرض گزیده شدن توسط عنکبوت‌های جورواجور قرار گرفت تا اینکه بالاخره توسط یکی از آنها گزیده شد و به نیروهای عنکبوتی دست یافت. او سپس با کشتی به قاره تازه کشف شده آمریکا رفت و در آنجا عاشق دختری به نام «ویرجینیا دِیر» (که از نظر ظاهری شباهت‌های فراوانی به «گوئن استیسی» داشت) شد. تا اینکه مردی به نام «نورمن آزبون» به هویت مخفی او پی برد و ویرجینیا را به قتل رساند. سپس نارمن دستگیر و برای محاکمه به انگلستان فرستاده شد. پیتر هم همراه او رفت تا مانع از فرار احتمالی اش گردد اما در مسیر، کشتی آنها مورد حمله دزدان دریایی قرار گرفت و در نتیجه یک حادثه صورت نورمن آزبون از شکل و ریخت افتاد و او شبیه به یک «گابلین» شد. در هر حال، پس از رسیدن پیتر به انگلستان، او مأموریت میابد تا یک تخم دایناسور را به فردی به نام «بارون اکتاویس» برساند او به زودی در میابد که اکتاویس به دنبال انجام آزمایش‌های خطرناکی است که در نهایت او را به یک اختاپوس تبدیل می‌کند! پیتر در پایان با شکست دادن بارون اختاپوس، لیزارد و گابلین به خانواده اش می‌پیوندد.
پیتر پارکر/اسپایدرمن (زمین ۹۶۲۸۳ که نقش او توسط توبی مگوایر بازی شده)
پیتر پارکر/اسپایدرمن شگفت‌انگیز (زمین ۱۲۰۷۰۳ که نقش او توسط اندرو گارفیلد بازی شده) پیتر پارکر/اسپایدرمن (زمین ۱۹۹۹۹۹ که نقش او توسط تام هالند بازی شده) میگل اوهارا/اسپایدرمن ۲۰۹۹ (زمین ۹۲۸) و مایلز مورالز/اسپایدرمن نهایی (زمین ۱۶۱۰ که به زمین اصلی آمد) و بن ریلی/اسکارلت اسپایدر و اسپایدرمن سابق (کلون اسپایدرمن در زمین اصلی یا ۶۱۶) می دی پارکر/اسپایدر گرل (دختر پیتر پارکر در زمین MC2) و پیتر پارکر/اسپایدرمن نهایی (زمین ۱۶۱۰ که توسط گرین گابلین دنیایش کشته شد و مایلز مورالز جایش را گرفت) نیز از مشهورترین مردان و زنان عنکبوتی هستند.